# 韋特坎普村 (亞利桑那州)
韋特坎普村（英語：Wet Camp Village）是位於美國亞利桑那州皮納爾縣的一個人口普查指定地區。根據2010年美國人口普查，該地人口為229人，而該地的面積約為11.40平方千米。

## 地理
韋特坎普村的座標為33°08′29″N 111°54′04″W / 33.14139°N 111.90111°W，而該地最高點為海拔高度1482米（即4600英尺）。